# کراو ماگا
کراو ماگا (به عبری: קרב מגע - نویسه‌گردانی لاتین: Krav Maga) یک سیستم رزمی دفاع شخصی و غیر رقابتی است که توسط یک یهودی مجارستانی به نام ایمی لیختنفلد که از دست نازی‌ها به اسرائیل پناه آورده بود ابداع شد. او این ورزش را ابتدا به ارتش اسرائیل آموزش داد و سپس به غیرنظامیان.
امروزه علاوه بر ارتش اسرائیل در نیروهای نظامی دیگری چون اف‌بی‌آی، پلیس نیویورک و لس آنجلس و ارتش سوئد آموزش داده می‌شود.

## تاریخچه
لیختنفلد این سیستم را بر اساس مهارت‌های ورزشی خود و تجربیات فراوانی که از کودکی در نبردهای خیابانی آموخته بود، ابداع کرد. او که متولد سال ۱۹۱۰ در بوداپست بود در سال ۱۹۲۹ به طور همزمان قهرمان کشتی و قهرمان بوکس اسلواکی و قهرمان یک مسابقه بین‌المللی ژیمناستیک شد. لیختنفلد از سال ۱۹۴۰ با اوج گرفتن یهودستیزی در اروپا به فلسطین مهاجرت کرد و به نیروی شبه‌نظامی هاگانا پیوست. او از سال ۱۹۴۴ آموزش مهارت‌های خود یعنی تمرینات تناسب اندام، شنا، کشتی، استفاده از خنجر و دفاع در مقابل حملات خنجر را به جنگجویان یهودی آغاز کرد.
لیختنفلد در جنگ استقلال ۱۹۴۸ اسرائیل شرکت داشت و با تشکیل رسمی نیروهای دفاعی اسرائیل وی به عنوان استاد ارشد تناسب اندام و کراو ماگا در دانشکده تناسب اندام نیروهای دفاعی اسرائیل انتخاب شد. وی در طول بیست سال بعد سیستم خاص خود برای دفاع شخصی و جنگ‌های تن به تن را تکامل بخشید و پس از بازنشستگی از خدمت نظامی یک باشگاه هنرهای رزمی را تأسیس کرده و آموزش کراو ماگا را به غیرنظامیان آغاز کرد. امروزه تعداد هنرجویان این رشته در سراسر دنیا بیش از ۲۰۰ هزار نفر برآورد می‌شود.

## ویژگی‌ها
کراو ماگا هر چند از ترکیب تکنیک‌های رشته‌های رزمی مختلف مانند کاراته، جودو، جوجیتسو و موای تای ایجاد شده و خود لیختنفلد نیز در رشته‌های بوکس و کشتی مهارت داشت اما تفاوت قابل توجهی با سبک‌های رزمی متعارف دارد. این رشته مسابقه‌ای ندارد، قوانین و قواعد کمی دارد و یادگیری آن آسان‌تر است. گوش به زنگ بودن و حفظ گارد دفاعی مناسب از اولین روز تمرین به هنرجویان کراو ماگا آموخته می‌شود. کراو ماگا بر اساس واکنش‌های طبیعی انسانی طراحی شده و از هر ابزار و ترفندی در آن برای دفاع شخصی استفاده می‌شود. تکنیک‌هایی چون لگد به بیضه، ضربه آرنج به فک و فروکردن انگشت در چشم در این سیستم آموزش داده می‌شود. در واقع هدف اصلی در کراو ماگا آموزش زنده ماندن در یک جنگ واقعی است.
کراوماگا در میان بازیگران هالیوودی هم علاقه‌مندانی یافته‌است. ستاره‌هایی چون جنیفر لوپز، ساندرا بولاک، رجینا کینگ، آنجلینا جولی، لوسی لیو و کمرون دیاز در فیلم‌های خود تکنیک‌های کراو ماگا را به کار گرفته‌اند.
در کراو ماگا مبارزه در تمام وضعیت‌های ممکن آموزش داده می‌شود. دفاع کردن در حالتی که شخص خوابیده یا نشسته یا در محیط تاریک آموخته می‌شود. استادان این رشته معمولاً شاگردان خود را به شدت خسته می‌کنند تا بدن در ضعیف‌ترین حالت واکنشی قرار بگیرد و انجام تکنیک‌ها در چنین وضعیتی را بیاموزند.

## کروا ماگا در ایران
این رشته چند سالی هست که در ایران طرفداران خودش را پیدا کرده است.
و انحصارا توسط تنها مدرس رسمی و پایه گذار این رشته استاد امیر مرادی آموزش داده می شود.
وی مدرس تربیت بدنی دانشگاه تهران و دارای درجات دان5 کیک بوکسینگ wko، دان5 کاراته، دان4 ووشو، خان 11موی تای، دان3 آیکیدو است.
همچنین به منزله ی سوابق و تجارب طولانی مدت، تمامی رشته های فوق را مربی گری میکند ایشان سابقه داوری در عرصه کشوری و استانی کاراته و ووشو را در رزومه خود دارد.